# Tám dòng họ quý tộc Mãn Châu
Mãn tộc Bát đại tính (chữ Hán: 滿族八大姓; dịch nghĩa: Tám dòng họ quý tộc Mãn Châu), cũng được gọi là Mãn Châu Bát đại tính (滿洲八大姓), Mãn Châu Bát đại quý tộc (满洲八大贵族) hoặc Bát đại gia (八大家), là những thuật ngữ thường dùng để chỉ một số dòng họ quý tộc Mãn Châu danh tiếng nhất thời nhà Thanh.
Cách gọi "Mãn tộc Bát đại tính" cụ thể gồm những họ tộc nào, các nguồn tài liệu vẫn chưa thống nhất, do đó có rất nhiều thuyết khác nhau về thứ tự và danh sách các họ này. Thậm chí, số lượng được thống kê đôi khi nhiều hơn 8 họ tộc (như trong Khiếu đình tạp lục và Thẩm cố liệt kê đến 9 họ), nhưng vẫn gọi hợp chung là Bát đại gia.

## Các thuyết Tám dòng họ

### Những tài liệu phổ biến
- Bát kỳ Mãn Châu thị tộc thông phổ[1], liệt kê:
  - Qua Nhĩ Giai thị (瓜尔佳氏);
  - Nữu Hỗ Lộc thị (钮祜禄氏);
  - Thư Mục Lộc thị (舒穆禄氏);
  - Hách Xá Lý thị (赫舍里氏);
  - Tha Tháp Lạt thị (他塔喇氏);
  - Giác La thị (觉罗氏);
  - Đông Giai thị (佟佳氏);
  - Na Lạp thị (那拉氏);
- Thanh bại loại sao[2], Lang tiềm kỷ văn sơ bút[3], Thanh triều dã sử đại quán[4], liệt kê:
  - Qua Nhĩ Giai thị (瓜尔佳氏);
  - Nữu Hỗ Lộc thị (钮祜禄氏);
  - Thư Mục Lộc thị (舒穆禄氏);
  - Nạp Lạt thị (纳喇氏);
  - Đống Ngạc thị (栋鄂氏);
  - Mã Giai thị (马佳氏);
  - Y Nhĩ Căn Giác La thị (伊尔根觉罗氏);
  - Huy Phát thị (辉发氏);
- Khiếu đình tạp lục[5], Thẩm cố[6], liệt kê：
  - Qua Nhĩ Giai thị (瓜尔佳氏);
  - Nữu Cổ Lộc thị (钮钴禄氏);
  - Thư Mục Lộc thị (舒穆禄氏);
  - Nạp Lan thị (纳兰氏);
  - Đổng Ngạc thị (董鄂氏);
  - Huy Phát thị (辉发氏);
  - Ô Lạt thị (乌喇氏);
  - Y Nhĩ Căn Giác La thị (伊尔根觉罗氏);
  - Mã Giai thị (马佳氏);